# Tissafernes
Tissafernes (V/IV w. p.n.e.) – satrapa perski w zachodnich prowincjach Azji Mniejszej (Lidia, Karia, Jonia) w latach 413–395.
W czasie wojny peloponeskiej prowadził politykę utrzymania równowagi pomiędzy Spartą a Atenami, jako najlepszej dla Persji. Podczas konfliktu pomiędzy królem perskim Artakserksesem II, a jego bratem Cyrusem Młodszym opowiedział się po stronie tego pierwszego i walnie przyczynił do zwycięstwa w bitwie pod Kunaksą.
Pokonany przez Agesilaosa w bitwie pod Sardes (395 p.n.e.), następnie pozbawiony władzy i stracony.